# Cristian Esnal
Christian Eduardo Esnal Fernández (23 de mayo de 1990, San Salvador, El Salvador) es un exfutbolista salvadoreño de ascendencia uruguaya. Jugaba de defensa.
Es hijo del futbolista uruguayo asesinado Raúl Esnal.
Primo por parte de madre de Alexis Rolin Fernández

## Carrera
Comenzó su carrera jugando para el C.D. Chalatenango. Después de esa temporada pasó al C.D. Águila. Participó en las clasificaciones del preolímpico pero no marcó ningún tiempo de juego. En octubre de 2009 se fue del C.D. Águila para unirse al C.D. Dragón.
El 27 de julio de 2010 se fue a Uruguay para unirse a Montevideo Wanderers, de la Primera División de Uruguay, pero retornó a El Salvador con el CD Juventud Independiente durante el Torneo Apertura 2011. En el mes de mayo de 2012 firmó para el Isidro Metapán por un año de contrato.
Fue citado por Rubén Israel para el encuentro amistoso de la selección de El Salvador frente a la de  Venezuela. El 7 de agosto de 2011, Esnal comenzó el partido pero fue sustituido en el minuto 67.
A partir del 24 de enero de 2014 es jugador del equipo revelación de los últimos dos campeonatos uruguayos, el Club Atlético River Plate de Uruguay.
En 2017, empezó a jugar Quequeisque FC

## Clubes
| Club                                      | País        | Año       | Partidos | Goles |
| ----------------------------------------- | ----------- | --------- | -------- | ----- |
| Club Atlético Rentistas                   | Uruguay     | 2004      |          |       |
| Club Deportivo Chalatenango               | El Salvador | 2004-2007 | 16       | 1     |
| Club Deportivo Águila                     | El Salvador | 2007-2008 | 13       | 0     |
| Atlético Balboa                           | El Salvador | 2008-2009 | 13       | 2     |
| Club Deportivo Dragón                     | El Salvador | 2009-2010 |          |       |
| Montevideo Wanderers Fútbol Club          | Uruguay     | 2010      | 5        | 0     |
| Club Deportivo Juventud Independiente     | El Salvador | 2011-2013 | 68       | 9     |
| Club Deportivo Universidad de El Salvador | El Salvador | 2013      | 11       | 1     |
| Club Atlético River Plate                 | Uruguay     | 2014      | 3        | 0     |

### Carrera como legionario
Actualizado al último partido jugado el 11 de mayo de 2014.
| Club                                       | Div.                | Temporada           | Liga  | Liga  | Copas nacionales | Copas nacionales | Copas internacionales | Copas internacionales | Total | Total |
| Club                                       | Div.                | Temporada           | Part. | Goles | Part.            | Goles            | Part.                 | Goles                 | Part. | Goles |
| ------------------------------------------ | ------------------- | ------------------- | ----- | ----- | ---------------- | ---------------- | --------------------- | --------------------- | ----- | ----- |
| Club Atlético Rentistas · Uruguay          | 1.ª                 | 2004                |       |       |                  |                  |                       |                       |       |       |
| Club Atlético Rentistas · Uruguay          | Total               | Total               | 0     | 0     | 0                | 0                | 0                     | 0                     | 0     | 0     |
| Montevideo Wanderers Fútbol Club · Uruguay | 1.ª                 | 2010-11             | 4     | 0     | -                | -                | -                     | -                     | 4     | 0     |
| Montevideo Wanderers Fútbol Club · Uruguay | 1.ª                 | 2011                | 1     | 0     | -                | -                | -                     | -                     | 1     | 0     |
| Montevideo Wanderers Fútbol Club · Uruguay | Total               | Total               | 5     | 0     | 0                | 0                | 0                     | 0                     | 5     | 0     |
| Club Atlético River Plate · Uruguay        | 1.ª                 | 2014                | 3     | 0     | -                | -                | -                     | -                     | 3     | 0     |
| Club Atlético River Plate · Uruguay        | Total               | Total               | 3     | 0     | 0                | 0                | 0                     | 0                     | 3     | 0     |
| Total en su carrera                        | Total en su carrera | Total en su carrera | 8     | 0     | 0                | 0                | 0                     | 0                     | 8     | 0     |

### Selección nacional
| Selección                                 | Año                 | Partidos | Goles |
| ----------------------------------------- | ------------------- | -------- | ----- |
| El Salvador                               |                     |          |       |
| 2011                                      | 1                   | 0        |       |
| 2012                                      | 0                   | 0        |       |
| 2013                                      | 1                   | 0        |       |
| Total en su carrera                       | Total en su carrera | 2        | 0     |
| Estadísticas hasta el 23 de mayo de 2013. |                     |          |       |

## Participaciones internacionales
| Participaciones internacionales | Participaciones internacionales | Participaciones internacionales                      | Participaciones internacionales | Participaciones internacionales | Participaciones internacionales | Participaciones internacionales | Participaciones internacionales | Participaciones internacionales |
| #                               | Fecha                           | Lugar                                                | Rival                           | Resultado                       | Torneo                          | Goles                           | Minutos jugados                 | Extras                          |
| ------------------------------- | ------------------------------- | ---------------------------------------------------- | ------------------------------- | ------------------------------- | ------------------------------- | ------------------------------- | ------------------------------- | ------------------------------- |
| 1                               | 7 de agosto de 2011             | Robert F. Kennedy Memorial Stadium, Washington D. C. | Venezuela                       | 2–1                             | Friendly                        | 0                               | 67                              | 67'                             |